# Орловецький Лев Мойсейович
Лев Мойсейович Орловецький (1898, місто Кривий Ріг Катеринославської губернії, тепер Дніпропетровської області — розстріляний 26 травня 1938, місто Хабаровськ, тепер Росія) — радянський діяч, голова виконавчого комітету Харківської окружної ради, в.о. 1-го секретар Нижньо-Амурського обкому ВКП(б).

## Біографія
Народився в родині гірничого десятника. До 1911 року три роки вчився в єврейському хедері. У червні 1910 — серпні 1916 року — продавець газетного магазину Гольденберга в Кривому Розі.
У серпні 1916 — квітні 1918 року — сортувальник руди Торопаківського рудника акціонерного товариства «Провидіння» в Кривому Розі. З квітня 1918 до травня 1919 року був безробітним на біржі праці Кривого Рогу.
У травні — серпні 1919 року — червоноармієць батальйону варти при Криворізькому повітовому військкоматі РСЧА. З серпня 1919 до січня 1920 року був безробітним. У січні — червні 1920 року — агент постачання Гданцевської лікарні Кривого Рогу.
Член РКП(б) з лютого 1920 року.
У червні — вересні 1920 року — секретар слідчого відділу Катеринославського губернського комітету КП(б)У.
У вересні 1920 — червні 1922 року — інструктор політичного відділу 9-ї кавалерійської дивізії РСЧА на Південному фронті.
У червні 1922 — липні 1923 року — начальник клубу вищої повторної школи командного складу України в Харкові.
У липні 1923 — липні 1924 року — інструктор Петинського районного комітету КП(б)У міста Харкова.
У липні 1924 — січні 1926 року — інструктор правління Харківської центральної ревізійної комісії.
У січні 1926 — травні 1927 року — інструктор Журавлівського районного комітету КП(б)У міста Харкова.
У травні 1927 — червні 1928 року — секретар, голова окружного виконавчого комітету рад робітничих, селянських та червоноармійських депутатів Харківської округи.
У червні 1928 — травні 1929 року — 1-й секретар Михалпольського районного комітету КП(б)У Проскурівської округи.
У травні 1929 — червні 1930 року — 1-й секретар Кам'янського районного комітету КП(б)У Запорізької округи.
З червня до грудня 1930 року — студент першого курсу Харківського машинобудівного інституту імені Леніна.
У грудні 1930 — квітні 1932 року — 1-й секретар Крижопільського районного комітету КП(б)У.
У квітні 1932 — грудні 1933 року — 1-й секретар Мурованокуриловецького районного комітету КП(б)У Вінницької області.
У грудні 1933 — лютому 1934 року — 1-й секретар Ямпільського районного комітету КП(б)У Вінницької області.
У лютому 1934 — березні 1935 року — слухач курсів марксизму-ленінізму в Москві, закінчив один курс.
У березні 1935 — квітні 1936 року — 1-й секретар Молотовського районного комітету ВКП(б) Уссурійської області Далекосхідного краю.
З квітня 1936 року — інструктор віділу керівних партійних органів Далекосхідного крайового комітету ВКП(б).
У жовтні 1937 року — в.о. 1-го секретаря Нижньо-Амурського обласного комітету ВКП(б) Далекосхідного краю.
23 жовтня 1937 року заарештований органами НКВС. 26 травня 1938 року засуджений до розстрілу, того ж дня розстріляний в місті Хабаровську. Похований на Хабаровському міському цвинтарі.
Посмертно реабілітований 5 липня 1957 року.